# Freistatt (Niemcy)
Freistatt – miejscowość i gmina Niemczech, w kraju związkowym Dolna Saksonia, w powiecie Diepholz, wchodzi w skład gminy zbiorowej Kirchdorf.